# West Siloam Springs
West Siloam Springs è un comune degli Stati Uniti d'America, situato nello stato dell'Oklahoma, nella contea di Delaware.